# Retina-display
Retina-display is een merknaam gebruikt door Apple voor lcd-schermen en super retina xdr-schermen die volgens hen een pixeldichtheid hebben die hoog genoeg is, zodat het menselijk oog geen onderscheid meer kan maken tussen losse pixels vanaf een bepaalde kijkafstand. Deze verschilt per apparaat, omdat je verder van je Macbook af zit dan van je iPhone. Volgens Apple moet men bij een Retina-display op een iPhone bij een afstand van 30,48cm (12 inch) de pixels niet meer kunnen onderscheiden.
Verschillende Apple-producten beschikken over een Retina-scherm, waaronder de iPhone, iPod touch, iPad, 12 inch MacBook (Retina), 13 inch (33,02cm) en 15 inch (38,1cm) MacBook Pro en de iMac 4K en 5K. De pixeldichtheid bij Retina-schermen ligt rond de 327 ppi (pixels per inch), dit verschilt echter per apparaat. De meest recente apparaten met een Retina-scherm zijn de iPhone 13 met een resolutie van 2340 x 1080 pixels bij 476 ppi, de iPhone 14 met een resolutie van 2532 x 1170 pixels bij 460 ppi en de iPhone 14 Pro met een resolutie van 2556 x 1179 pixels bij 460 ppi.
De naam 'Retina' komt van de medische term retina, het netvlies.